# Prix de l'humour politique
 (janvier 2025).
Le prix de l'humour politique est décerné depuis 1988 par le Club de l'humour politique, fondé par la conseillère de Paris Jacqueline Nebout. Il « récompense » divers politiciens français ayant prononcé la phrase la plus drôle de l'année, qu'il s'agisse indistinctement d'humour volontaire ou involontaire.
La remise de ce prix s'interrompt en 1997, avant de reprendre après l'élection présidentielle de 2002 sous l'égide du Press club de France et la présidence du journaliste Jean Miot. Dès lors, ce prix est rebaptisé « Prix Press Club, humour et politique ».
En 2010 est aussi décerné pour la seule fois un Prix de l'humour politique européen.

## Prix de l'humour politique

### 1988
- Prix de logique : Quand le moment est venu, l'heure est arrivée (Raymond Barre)
- Prix de bonne conduite : Même en avion, nous serons tous dans le même bateau (Jacques Toubon)
- Prix de sciences naturelles : La droite et la gauche, ce n'est pas la même chose (Pierre Mauroy)
- Prix d'excellence : François Mitterrand est le spécialiste du piège à consensus (Alain Juppé)
- Prix du souvenir : Voici que s'avance l'immobilisme et nous ne savons pas comment l'arrêter (Edgar Faure)

### 1989
- Prix : Saint Louis rendait la justice sous un chêne. Pierre Arpaillange la rend comme un gland (André Santini)

### 1990
- Premier prix : En 1974, les Français voulaient un jeune : ils ont eu Giscard. En 1995, ils voudront un vieux : ils auront Giscard (Philippe Séguin)
- Deuxième prix : Le plan sécheresse n'est pas un arrosage (Henri Nallet, Ministre de l'Agriculture)
- Troisième prix ex-aequo :
  - En 1989, sur cinquante-deux évadés, on en a repris cinquante-trois (Pierre Arpaillange, Garde des Sceaux)
  - Le mur de Berlin s'écroule. Un mort : Jacques Delors (Jean-Pierre Chevènement)
- Prix du récidiviste : Mgr Decourtray n'a rien compris au préservatif. La preuve, il le met à l'index (André Santini)

### 1992
- Premier prix : [Je suis un] "Breton d'après la marée noire" (Kofi Yamgnane, maire de Saint-Coulitz, dans le Finistère)

### 1993
- Premier prix : Les socialistes aiment tellement les pauvres qu'ils en fabriquent (Jacques Godfrain)

### 1994
Le prix n'est pas décerné, mais un classement est établi :
- Première place : Les assises, c'est un peu dur pour le PS, la correctionnelle aurait suffi (Jean-Pierre Chevènement, à propos des « assises de la transformation sociale », organisées par le Parti socialiste)
- Deuxième place : Mes détracteurs ont commencé à s'opposer aux charters. La police de l'air a négocié avec la SNCF, on a parlé de train de la honte. Si on décidait d'utiliser les bateaux, on évoquerait l'« Exodus ». Il ne nous reste donc, en réalité, que l'autobus ou le vélo (Charles Pasqua)

### 1995
- Premier prix : Avec Delors, les socialistes passent de Léon Blum à Léon XIII (Philippe Séguin)
- Deuxième prix : Votre peuple a eu l'intelligence de vous élire deux fois (de Valéry Giscard d'Estaing à Benazir Bhutto)
- Troisième prix : Je ne suis pas sûr qu'on prenne de la hauteur en montant sur une table (François Baroin, à propos d'un incident de la campagne présidentielle d'Édouard Balladur)

### 1996
- Prix d'Excellence : Alain Juppé voulait un gouvernement ramassé, il n'est pas loin de l'avoir (André Santini)
- Accessit : Je me demande si l'on n'en a pas trop fait pour les obsèques de François Mitterrand. Je ne me souviens pas qu'on en ait fait autant pour Giscard. (toujours par André Santini)

### Phrases de la période 1997-2003

#### 1997
- La meilleure façon de résoudre le chômage, c'est de travailler (Raymond Barre)
- Il est plus facile de céder son siège à une femme dans l'autobus qu'à l'Assemblée nationale (Laurent Fabius)
- Ce n'est pas parce que nous sommes un parti charnière qu'il faut nous prendre pour des gonds (Hervé de Charette, à propos du Parti populaire pour la démocratie française (PPDF), devenu la Convention démocrate) (Formule prise à Jacques Faizant qui l'avait écrite en 1979)
- J'ai décidé de dissoudre l'Assemblée Nationale (Jacques Chirac), c'est cette phrase nommée, qui marque un terme à la première période de son histoire. La présidence du prix n'assumera pas de le remettre cette année-là.

#### 1998
- Mon mari était jusqu'à présent chômeur, mais je suis en train de changer de mari (Marie-Noëlle Lienemann)
- On était dans un appartement avec une fuite de gaz. Chirac a craqué une allumette pour y voir clair (Patrick Devedjian, sur la dissolution)
- J'ai été avocat pendant 28 ans et Garde des Sceaux pendant 28 jours. Si je suis le seul ministre de la Justice à ne pas avoir commis d'erreur, c'est parce que je n'ai pas eu le temps (Michel Crépeau)
- La contraception doit avoir ses règles (Bernard Kouchner)

## Prix Press Club, humour et politique

### 2003
- Prix Press club humour et politique : Villepin fait tout, je fais le reste (Renaud Muselier alors Secrétaire d'État aux Affaires étrangères)
- Prix spécial : à Jean-Pierre Raffarin pour un an de raffarinades

Parmi les nommés :
- Cette semaine, le gouvernement fait un sans faute ; il est vrai que nous ne sommes que mardi (François Goulard)
- Il doit bien rester un angle de tir pour la paix (Bernard Kouchner)
- Pour ce que j'avais à faire, je n'avais pas besoin de diplôme (Christine Deviers-Joncour)
- Elle est sortie de mon orbite affective (Roland Dumas, à propos de Christine Deviers-Joncour)

### 2004
- Prix Press club humour et politique : Je n’imagine pas un instant cette île séparée du continent (Jean-Louis Debré à propos de la Corse)[2]
- Prix Spécial du Jury : Cela pourrait faire un film dont le titre serait Mamère Noël est une ordure. (Michel Charasse, après le mariage homosexuel célébré à Bègles), ainsi que l'ensemble de son œuvre

Parmi les nommés :
- La moitié du nuage d’ozone qui sévit dans la région parisienne est d’importation anglaise et allemande (Roselyne Bachelot)
- Il s’agit presque d’un triomphe à la soviétique, comme on disait dans le temps (Marie-George Buffet, à propos de la victoire de Vladimir Poutine)
- Ce n’est donc pas un groupe politique, c’est un accélérateur de particules (François Gerbaud, à propos du groupe UMP du Sénat, présidé par le duc de Rohan, co-vice-présidé par le marquis de Raincourt et Xavier Galouzeau de Villepin)
- C’est l’union d’un postier et d’une timbrée (Dominique Strauss-Kahn, à propos de l’alliance LO-LCR)
- Heureusement qu’on vous a ; et, en plus, je suis sincère (Bernadette Chirac, s’adressant à Nicolas Sarkozy)
- Quand vous êtes aux affaires vous manquez de souffle ; quand vous êtes dans l’opposition vous ne manquez pas d’air (Xavier Darcos à des élus PS)
- À mon âge l’immortalité est devenue une valeur refuge (Valéry Giscard d’Estaing, reçu à l’Académie française)
- J’ai appris la composition du Gouvernement en regardant la télévision (Alain Juppé, au lendemain de la nomination du Gouvernement Raffarin III)
- Si elle s’appelait République, Ségolène ne séduirait pas nos électeurs (Philippe de Villiers, sur Ségolène Royal)

### 2005
- Prix Press club humour et politique : Je ne suis candidat à rien (Nicolas Sarkozy).
- Prix Spécial du Jury à Valéry Giscard d’Estaing pour l’ensemble de son œuvre et notamment pour ces deux phrases au sujet du projet de Constitution européenne :

« C’est un texte facilement lisible, limpide et assez joliment écrit : je le dis d’autant plus aisément que c’est moi qui l’ai écrit »
« C’est une bonne idée d’avoir choisi le référendum, à condition que la réponse soit oui »
Parmi les nommés :
- Le miracle permanent des Verts, c'est que les gens nous attendent encore pour refaire le monde (Jean-Luc Bennahmias)
- À l'Assemblée on s'occupe des JO et on laisse les Jeux paralympiques au Sénat (Jean-Louis Debré)
- Si Bush et Thatcher avaient eu un enfant ensemble, ils l'auraient appelé Sarkozy (Robert Hue)
- J'étais partisan du non, mais face à la montée du non, je vote oui (Manuel Valls)
- Que l'on soit pour ou contre la Turquie, on ne pourra pas changer l'endroit où elle se trouve (Michel Barnier)
- Cela fait toujours plaisir de revoir ses grands-parents (Malek Boutih secrétaire national du PS à propos de la venue de Lionel Jospin aux universités d’été du PS)
- Je n'ai pas le sentiment de tromper ma femme quand je suis avec la France (Hervé Gaymard)
- L'an dernier, les carottes étaient râpées, cette fois elles sont cuites (Bernard Poignant)
- Les veuves vivent plus longtemps que leurs conjoints (Jean-Pierre Raffarin) repris de la célèbre phrase de Georges Clemenceau : Les femmes vivent plus longtemps que les hommes, surtout les veuves

### 2006
- Prix Press club humour et politique : Même quand je ne dis rien, cela fait du bruit (Ségolène Royal)[5].

Parmi les nommés :
- Le pétrole est une ressource inépuisable qui va se faire de plus en plus rare (Dominique de Villepin)
- Je trouve qu'on a tellement de choses à se mettre dans la tête qu'il est inutile de s'encombrer le cerveau (Nelly Olin, ministre de l'Écologie)
- Je ne suis pas l'Arabe qui cache la forêt (Azouz Begag)
- Mes idées n'ont pas pris une ride (Arlette Laguiller)
- Mettre une taxe sur des billets d'avion qu'on ne paye jamais, c'est un comble pour un président (Odile Saugues, député PS)
- Ségolène, elle séduit au loin et irrite au près (Jean-Pierre Raffarin, sur Ségolène Royal)
- Je ne l'ai pas beaucoup côtoyé à l’Élysée, on peut ne pas prendre le même escalier (Bernadette Chirac, sur Dominique de Villepin)
- J'écoute ceux qui manifestent mais j'écoute aussi ceux qui ne manifestent pas (Dominique de Villepin, à propos des manifestations anti-CPE)
- En France, ce ne sont pas les couilles que l'on coupe mais la tête (Nicolas Sarkozy, répondant à Dominique de Villepin qui aurait dit Nous sommes en 14, c'est la guerre des tranchées, moi j'ai des couilles)
- Je suis un des rares ministres chiraco-sarko-villepino compatible (François Baroin, ministre de l'Outre-mer)
- Le Hamas a voulu faire une croix sur Israël (Philippe Douste-Blazy, ministre des Affaires étrangères)
- Les gazelles courent plus vite que les éléphants (Ségolène Royal, en réponse à Henri Emmanuelli qui aurait dit à François Hollande : Mon cher François, il va falloir arriver à enfermer dans le même zoo les éléphants et les gazelles)
- Cette année, les corbeaux volent en escadrille (Jean-Pierre Chevènement, mis en cause dans l’affaire Clearstream)
- Ils vont s'apercevoir que je suis assez con pour aller jusqu'au bout (Dominique de Villepin, en pleine crise du CPE)
- Docteur Sarko et Doc Gynéco, c'est la com' et la came (Philippe de Villiers, concernant le soutien du rappeur à la candidature de Nicolas Sarkozy)
- Je préfère dire voici mon projet que mon projet c'est Voici[6] (Laurent Fabius à propos de Ségolène Royal, lors d'une interview accordée à L'Express, le 24 août 2006)
- Je ne parlerai ni des attentats ni des incendies, je ne parlerai que de la Corse qui travaille (Ségolène Royal en visite en Corse)
- C'est la première fois qu'un déserteur passe ses troupes en revue (Pascal Terrasse à propos de Lionel Jospin)
- Les coupures de presse sont celles qui cicatrisent le plus vite (Patrick Devedjian, citant Yvan Audouard)

### 2007
- Prix Press club humour et politique : Je suis pour un gouvernement d'ouverture, y compris aux Sarkozistes, c'est tout dire. (Patrick Devedjian)
- Prix Spécial du Jury : La Royal a coulé la Marine. (Pierre Lellouche)

Parmi les nommés :
- J'ai été longtemps un jeune conformiste, et sans doute formiste était-il de trop (François Bayrou)
- Jack Lang avait toutes les qualités pour briguer la Présidence de la République. C'est pour cela que je l'ai chaudement encouragé à se retirer (François Hollande)
- La France, c'est la Tour Eiffel et Jacques Chirac (Michèle Alliot-Marie)
- Je suis peut-être nul, mais le ministre, c'est moi (Pascal Clément)
- Montfermeil (Jean-Marie Le Pen, répondant à la question : Si vous êtes élu Président, quel sera votre premier voyage à l'étranger ?)
- Qui vient sur la grande muraille, conquiert la bravitude (Ségolène Royal)
- L'UMP est une formation jeune qui n'avait pas prévu qu'un des siens deviendrait président de la République ! (François Baroin 30 mai 2007)

Les cinq dernières « petites phrases » retenues pour la finale du Prix 2007, remis le 3 juillet :
- Si je suis élu, rien ne changera en France. (François Bayrou - contesté[8])
- Hollande propose des Assises de la Gauche. Pourquoi des Assises ? La correctionnelle suffirait. (Jean-Pierre Chevènement)
- Je suis pour un gouvernement d'ouverture, y compris aux Sarkozistes, c'est tout dire. (Patrick Devedjian)
- Je ne suis pas un expert du 12e arrondissement, mais je l'ai traversé quand j'ai couru le marathon de Paris. (Arno Klarsfeld)
- Quand on va m'entendre et que l'on va me voir, ça va se voir et ça va s'entendre. (Philippe de Villiers)

### 2008
- Prix Press club humour et politique : Sarkozy, c’est le seul qui a été obligé de passer par l’Élysée pour devenir Premier ministre (Jean-Louis Borloo)
- Prix spécial : Le Parti socialiste est un parti sans leader. François Bayrou est un leader sans parti. Ils sont faits pour fusionner (Xavier Bertrand)

Étaient aussi en lice :
- Il m'a fait l'impression de l'amant qui craint la panne (Ségolène Royal à propos de François Bayrou qui refuse que Mme Royal monte le rencontrer à son domicile parisien entre les deux tours de la présidentielle ; des journalistes étant à l'affût au bas de son immeuble).
- Johnny Hallyday qui annonce son intention de rester français et Bernard Laporte qui entre au gouvernement, c'est une période faste pour l'intelligence française (François Goulard)
- Les retraits de l'UIMM, c'est mieux que la valise RTL (Jean-Claude Mailly)
- Pour faire face à la hausse du prix du pétrole, je conseille aux Français de faire du vélo (Christine Lagarde)
- Je me retrouve avec la journée des droits de l’homme sur les bras et Khadafi sur le tarmac (Rama Yade)
- Fadela Amara au Gouvernement, cela montre les limites du casting à la Fogiel (Nadine Morano) et J’ai tendance à croire que Nadine Morano c’est la Castafiore (réponse de Fadela Amara).
- Le bobsleigh, c'est comme l'amour : on hésite au début, on trouve cela très bien pendant et on regrette que cela soit déjà terminé après (Roselyne Bachelot-Narquin) à la suite d'un tour en bobsleigh.
- C’est un combat essentiel que celui de la laïcité, il a causé, Dieu sait, beaucoup de morts dans notre pays (Dominique de Villepin), interview par Jean-Michel Aphatie, RTL, le 7 février.
- Je vous le promets, nous aurons d'autres victoires (François Bayrou) le soir de sa défaite aux municipales.
- Je voulais voir les Antilles de vive voix (Bernard Laporte en Guadeloupe).
- Vous avez vu comme Monsieur Sarkozy est populaire en forêt amazonienne ? (Christian Estrosi) en Guyane.
- Il faut avoir conscience de la profondeur de la question du sens (Jean-Pierre Raffarin)
- Bernard Palissy brûlait ses meubles. Bayrou brûle ses élus. C’est la stratégie de l’anéantissement (Jean Arthuis)
- On ne peut pas s’entendre avec tous les Ministres, car tous les Ministres ne peuvent pas s’entendre (Éric Besson)
- Sarkozy est passé de la présidence bling-bling à la présidence couac-couac (François Hollande)
- Souvent les courants d’air proviennent de ce qu’il y a trop d’ouverture (Josselin de Rohan)

Une phrase a été retirée :
- Quand j'ai appris que Xavier Bertrand appartenait à la Franc-Maçonnerie, je ne me suis pas étonné de le découvrir Maçon ; mais franc, ça m'en bouche un coin (François Fillon), cité par L'Express, son cabinet a fait savoir que la phrase était apocryphe[1].

### 2009
- Prix Press club humour et politique : Le vrai changement au PS, ce serait de gagner. (Bertrand Delanoë)
- Prix spécial du jury : Le chef de l'État appelle parfois Brice Hortefeux pour ne rien lui dire. C'est la preuve de la qualité de leurs relations. (Luc Chatel)
- Prix des internautes : Tu as prévu de filer les clés de l'UMP à Xavier Bertrand ; tu devrais en garder un double. (Jean-François Copé)[10]

Étaient aussi en lice :
- Jean-François Copé, président du Groupe UMP de l'Assemblée nationale : « Moi vivant, il n'y aura pas d'augmentation de la redevance ».
- Ségolène Royal, de retour des États-Unis : « J'ai inspiré (Obama) et ses équipes m'ont copiée ».
- Roselyne Bachelot-Narquin, ministre des Sports, après la victoire des handballeurs français aux Championnats du Monde : « Dans les vestiaires, nous n'avions qu'un mot : énorme ! ».
- Nadine Morano, secrétaire d'État chargée de la famille : « Je suis sarkozyste jusqu'au bout des globules ».
- Christine Albanel, ministre de la Culture : « Mes cheveux raccourcissent au fur et à mesure que mon expérience croît ».
- Jean-Pierre Raffarin, sénateur, ancien Premier ministre UMP : « Le tour de taille n'est pas un handicap au Sénat ».
- Michel Rocard, ancien Premier ministre PS : « Le PS est mal portant; et comme je respecte les hôpitaux, je baisse la voix comme on doit le faire quand il y a un malade dans la place ».

### 2010
Remis le 20 septembre 2010 :
- Prix Press club humour et politique : Je connais bien Dominique Strauss-Kahn : je l’ai mis en examen. (Eva Joly)
- Prix spécial du jury : Des gens intelligents, il y en a 5 à 6 % ; moi je fais campagne auprès des cons. (Georges Frêche)
- Prix des internautes : Quand on m’appelle Monsieur le Ministre, j’ai toujours l’impression que Jack Lang va surgir derrière moi ! (Frédéric Mitterrand)
- Prix de l'encouragement :
  - Il n’y a pas besoin d’être de droite ou de gauche pour dire des conneries. (Lionnel Luca)
  - Une chose est sûre : ce ne sont pas nos suppléants qui vont nous pousser à nous faire vacciner contre la grippe A. (Claude Goasguen)

Étaient aussi en lice :
- Patrick Balkany, député-maire de Levallois-Perret : « Je suis l’homme le plus honnête du monde ».
- Luc Chatel, ministre de l’Éducation nationale : « Une touche de rose, vert, rouge : c’est le retour de la gouache plurielle ».
- Rachida Dati, députée européenne : « Je n’ai jamais cherché à attirer l’attention des médias ».
- Laurent Fabius, député PS : « Je ne suis pas une Pom-Pom girl de DSK ».
- François Goulard, député-maire UMP de Vannes : « François Fillon a tellement de qualités qu’il mériterait d’être Premier ministre ».
- Claude Guéant, secrétaire général de l’Élysée : « Je veux bien qu’on fasse un remaniement, mais on manque de stock ».
- Bernard Kouchner, ministre des Affaires étrangères : « J’ai bien pensé à démissionner, mais je n’ai pas voulu déserter ».
- Ségolène Royal, présidente de la région Poitou-Charentes : « C’est moi qui maîtrise la rareté de ma parole politique, pour dire des choses intelligentes quand j’ai besoin de les dire ».
- Dominique de Villepin : « Le Villepin nouveau sera gouleyant, fort en bouche et il aura de la cuisse ».
- Laurent Wauquiez, secrétaire d’État chargé de l’Emploi : « Il n’a pas fallu 35 heures à Martine Aubry pour virer sa cuti sur Georges Frêche ».

### 2011
Remis le 20 juin 2011 :
- Prix Press club humour et politique : Mitterrand est aujourd'hui adulé, mais il a été l'homme le plus détesté de France. Ce qui laisse pas mal d'espoir pour beaucoup d'entre nous… (Laurent Fabius)
- Prix spécial du jury : Vu de la Chine, le port du Havre ne travaille pas. (Daniel Fidelin)
- Prix des internautes : Nous sommes tous des immigrés ; seule notre date d’arrivée change. (Jean-Louis Borloo)
- Prix de l'encouragement : pour sa réponse à la question « quel est votre livre de chevet ? » : Zadig et Voltaire. (Frédéric Lefebvre)

Étaient aussi en lice :
- Nathalie Arthaud, porte-parole de Lutte Ouvrière : « Je ne serai peut être pas élue Présidente de la République, mais je ne serai pas la seule ».
- Guillaume Bachelay, secrétaire national à l’Industrie du PS, parlant de Ségolène Royal : « Qu’on commette des erreurs en politique c’est possible ; qu’on les commette toutes, c’est fou ! ».
- François Baroin, ministre du Budget : « Michèle Alliot-Marie conserve toute sa légitimité à Saint-Jean-de-Luz ».
- François Bayrou, président du Modem : « Rassembler les centristes, c’est comme conduire une brouette pleine de grenouilles : elles sautent dans tous les sens ».
- André Chassaigne, député PC du Puy-de-Dôme : « Dans sa forme historique, le PC est mort ; mais il a encore de l’avenir ».
- Gabriel Cohn-Bendit (frère de Daniel Cohn-Bendit) : « Les Verts sont capables du meilleur comme du pire ; mais c’est dans le pire qu’ils sont les meilleurs ».
- Patrick Devedjian, député, président du conseil général des Hauts-de-Seine : « Il y avait tellement de gens à mon enterrement que j’ai décidé de ne pas m’y rendre ».
- Renaud Donnedieu de Vabres, ancien ministre : « Passer de Ministre à promeneur de son chien suppose un énorme travail sur soi-même ».
- Cécile Duflot, secrétaire nationale d’Europe Ecologie-Les Verts : « Quel est le féminin de candidat aux cantonales ? C’est suppléante ».
- François Hollande, député de Corrèze : « Mélenchon, ce qui est terrible, c’est qu’il a été Socialiste toute sa vie et que toute sa vie ça va le suivre ».
- Brice Hortefeux, ministre de l’Intérieur, après la tempête de neige sur l’Ile-de-France : « Il n’y a pas de pagaille ; la preuve le Préfet a pu venir en trois minutes ».

### 2012
Remis le 8 octobre 2012 :
- Prix Press club humour et politique : « Être ancien Ministre, c'est s'asseoir à l'arrière d'une voiture et s'apercevoir qu'elle ne démarre pas » (François Goulard).
- Prix spécial du jury : 
  - « Ce n‘est pas plus mal que ce soit une femme qui soit élue pour faire le ménage » (Ségolène Royal à la veille de la primaire socialiste)
  - « Eva Joly, c'est un pour tous, tous pour un et deux pour cent » (Pierre Charon)
- Prix des internautes : « C‘est plus facile de pacifier la Libye que l'UMP » (Thierry Mariani)
- Prix de l'encouragement : « Ça lui fera les pieds ! » (Thierry Mandon député PS de l'Essonne, qui a battu le député sortant Georges Tron)
- Le jury du prix Press club, humour et politique, présidé par Jean Miot, a distingué Jean-Pierre Raffarin « pour l'ensemble de son œuvre ».

Étaient aussi en lice :
- Nadine Morano, ancienne ministre : « Me faire passer pour quelqu'un de raciste, je trouve cela choquant... Ma meilleure amie est tchadienne, donc plus noire qu'une arabe ».
- Philippe Poutou, ancien candidat NPA à la présidentielle : « Je n'ai pas l'habitude d'être seul : on arrive chez le patron en groupe, on séquestre en groupe ».
- Daniel Cohn-Bendit, député européen s‘adressant à Eva Joly : « Si tu te retires, ça crée un vide. Si tu continues, tu tombes dans le vide ».
- Nora Berra, secrétaire d'État chargée de la santé, qui conseillait sur son blog au plus fort de l'hiver : « Je recommande aux personnes les plus vulnérables (sans-abri, nourrissons et personnes âgées) d‘éviter de sortir ».
- Jack Lang, député du Pas-de-Calais : « Je ne voulais pas être parachuté d'en haut ».
- Bernard Cazeneuve, député-maire de Cherbourg, porte-parole de François Hollande : « L'heure d‘été aura surtout un avantage : c'est une heure de moins de Nicolas Sarkozy ».
- Brice Hortefeux, député européen, conseiller de Nicolas Sarkozy : « Passer de rien à chef de l'État, Hollande va souffrir ».
- Chantal Jouanno, sénatrice UMP de Paris : « La droite à Paris, c‘est la guerre des boutons avec des bazookas ».
- Jean-Christophe Lagarde, vice-président du Nouveau Centre : « 0 % pour un fromage c‘est bon pour la santé mais pas pour un sondage présidentiel ».
- Christian Jacob, député de Seine-et-Marne : « Le socialisme, c'est vraiment une île au milieu des terres ».

### 2013
Remis le 24 juin 2013, :
- Prix Press club humour et politique : « Hollande est pour le mariage pour tous…. Sauf pour lui ! » (Gérard Longuet)
- Prix spécial du jury : « À l'UMP, nous apprenons la démocratie. C'est assez nouveau » (Jean-François Copé)
- Prix des internautes : « Un gay qui vote à droite, c'est comme une dinde qui vote pour Noël » (Jean-Luc Romero)
- Prix de l'encouragement :
  - « Il y a quand même des médicaments qui soignent ! » (Marisol Touraine)
  - « J'étais aux Baumettes. J'en suis sorti, à la différence des socialistes marseillais » (Jean-Jacques Urvoas)
- Prix-Nocchio : « Pourquoi démissionner quand on est innocent ? » (Jérôme Cahuzac)[19]

Étaient aussi en lice :
- Jean-Marc Ayrault : « Ma part d’ombre, c’est mon combi Volkswagen ».
- Jean-Luc Mélenchon : « L’AN II, c’est l’an pire ».
- Charles Pasqua, interrogé sur l’activité de Michèle Alliot-Marie : « Elle ne fait rien ; mais elle le fait avec ténacité ».
- Jean-Pierre Raffarin : « Je souhaite à Valérie Trierweiler sa juste place ; et à Ségolène Royal juste une place ».
- Bernadette Chirac : « Rendez-vous compte, dans ma famille ils ont tous voté Hollande. Sauf Jacques ; mais il ne le sait pas ».
- Christiane Taubira : « J’ai un corps de vieille femme et un emploi du temps de jeune fille ».
- Gaëtan Gorce : « En 100 ans, le monde sera passé du ballon dirigeable au supersonique ; et le PS de Jean Jaurès à Harlem Désir ».
- Marisol Touraine : « Il faut laisser aux femmes le temps de se retourner ».
- Stéphane Ravier : « Le seul Tapie qui a de l’avenir ici, c’est le tapis de prière ».
- Nicolas Sarkozy : « Tout le monde veut savoir s’il y a du cheval dans ce que l’on mange, mais la traçabilité des enfants qu’est-ce qu’on en fait ? ».

### 2014
Remis le 29 septembre 2014, :
- Grand prix : « En politique, on n'est jamais fini. Regardez-moi! » (Alain Juppé)
- Prix spéciaux du Jury : 
  - « Au centre, on n’est pas chargé d’être la roue de secours du Titanic » (Hervé Morin)
  - « Je crois à un retour de Nicolas Sarkozy... mais menotté » (Arnaud Montebourg)
- Prix des internautes : « Les affaires au cul, ça se soigne comme les hémorroïdes » (Roland Dumas)
- Prix de l'encouragement : « Quand on ne va pas assez loin, c'est déjà qu'on va quelque part » (Michel Sapin)
- Prix du Syndicat de la presse hebdomadaire régionale : « On a une recrudescence de violence... Par exemple, le vol des portables à l'arraché. Ça n'existait pas avant que les portables existent » (Nadine Morano)
- Prix-Nocchio : « Je ne suis pas un fraudeur, je suis un contribuable négligent. » (Thomas Thévenoud)
- Mention spéciale : « Quand ça va bien, on devrait se rappeler que ça ne va pas durer. Et quand ça va mal, on peut penser que cela pourrait aller plus mal ou que ça ne va pas durer. » (François Hollande)
- Tweet politique : « Harlem Désir en déplacement à Jarnac pour la commémoration de la disparition de François Hollande » (PS)

Étaient aussi en lice,, :
- Henri Guaino : « Si Nicolas Sarkozy n’avait pas été là, il n’y aurait plus de démocratie en France, en Europe et dans le monde ».
- Valérie Pécresse : « On a besoin d’une Angela Merkel en France et cela peut être un homme ».
- Charles Beigbeder : « Bertrand Delanoë, c’est gabegie le magnifique ».
- Daniel Cohn-Bendit : « Si Mélenchon était au pouvoir, il mettrait tous les Mélenchon en tôle ».
- Roland Ries : « Je distribue le hallal la semaine pour la diversité et j’interdis le poisson le vendredi pour la laïcité ».
- Nicolas Sarkozy, téléphonant aux élus de son camp : « Je t’appelle pour te féliciter, mais si cela t’ennuie que Hollande connaisse la teneur de notre conversation, je raccroche ».
- Jean-Claude Martinez, ancien vice-président du FN : « J’ai eu Marine Le Pen comme étudiante à Assas, elle est du même niveau que Dati et Morano ; elle écrit en phonétique ».
- François Baroin : « Wauquiez c’est le Fou du Puy ».
- Jean-Claude Gaudin : « Comme je suis célibataire et que je n’ai pas d’enfants, je ne me suis pas senti vieillir ».
- Jean-Christophe Lagarde, Secrétaire général de l’UDI : « On change le bocal, mais on garde les mêmes cornichons ».

### 2015
Remis le 30 juin 2015 :
- Grand prix : « Pour désespérer de François Bayrou encore faudrait-il que j’aie un jour placé de l’espoir en lui. » (Nicolas Sarkozy)
- Prix exceptionnel décerné au Président de la République François Hollande pour l’ensemble de ses « Hollanderies » :

« Il n’y a rien de plus terrible pour un soldat déjà anonyme que de mourir inconnu »,
« Je demande aux Français de ne pas aller dans les zones à risques parce que c’est dangereux »,
« Il y a ceux qui n’attendent plus rien ; je fais en sorte de leur apporter ce qu’ils attendent »,
« Il y a aussi le défi de la mondialisation, parce que le monde n’est pas facile, et parfois, il n’est pas gentil ».
- Prix spécial du jury : « Avant de juger les propositions d’Emmanuel Macron, je vais attendre qu’elles soient abandonnées » (François Fillon)
- Prix des internautes : « Guerini dit qu’il n’est ni de droite ni de gauche ; alors il est forcément du Milieu » (Patrick Mennucci)
- Prix de l'encouragement : « Avec 5 % on finit Premier Ministre, avec 17 % on finit chez Habitat » (Fleur Pellerin)
- Prix du Syndicat de la presse hebdomadaire régionale : « Ils peuvent toujours nommer Donald à l’Europe ; c’est quand même Picsou qui commande » (Jean-Luc Mélenchon)
- Mention spéciale : « Certes, DSK ternit un peu ma réputation. » (Dodo la Saumure)

Étaient aussi en lice :
- Brice Hortefeux : « Sarkozy a une règle : ne pas s’en prendre aux autres », Le Parisien 6/11/14
- Jérôme Lavrilleux : « C’est la campagne la plus honnête qui ait jamais eu lieu » à propos de la campagne pour les européennes, L'Express 15/10/14
- Jean-Pierre Mignard : « J’ai été honoré de recevoir la Légion d’Honneur ; je ne suis pas assez important pour la refuser », Libération 03/01/15
- François Rebsamen : « Il reste encore deux ans pour que les Français prennent conscience que François Hollande est un grand Président ». Atlantico, 25/05
- Ségolène Royal : « Il faut pousser les autobus propres ». Le Figaro, 05/01/15
- Michel Sapin : « C’est un chiffre faible, mais c’était celui que j’avais annoncé » (à propos du taux de croissance décevant) ; « Le pouvoir d’achat des Français s’est amélioré même s’ils ne s’en rendent pas compte ».
- Najat Vallaud-Belkacem : « Les réformes consensuelles sont celles qu’on laisse dans les tiroirs ; Bayrou a été très généreux avec les tiroirs ». LCI, 17/05/15

### 2016
Remis le 7 juin 2016, :
- Grand prix : « Mon intelligence est un obstacle » (Bruno Le Maire)
- Prix spécial du jury : « Le PS ne travaille jamais pour rien ; surtout quand il travaille » (Jean-Marie Le Guen)
- Prix de l'encouragement : « Sa fin de carrière est aujourd'hui terminée » (Patrick Kanner, à propos de Michel Platini)
- Prix de la persévérance : « Les centristes sont tellement nombreux qu'on en trouve toujours un avec lequel être d'accord » (Jean-Pierre Raffarin)
- Prix exceptionnel décerné au Président de la République François Hollande, pour ses « Hollanderies » :

« L'afflux des migrants est une situation exceptionnelle qui va durer »,
« Entre ceux qui ne veulent rien faire et ceux qui veulent tout défaire, nous, nous allons bien faire »,
« Ça va mieux ; même la météo va mieux ! »,
« Parfois, les mous peuvent atteindre la perfection ».
- Grand prix du tweet politique : « Pour une fois où je n'avais pas demandé sa démission ! » (Jean-François Copé, pour son message posté le jour du départ du gouvernement de Christiane Taubira)

Étaient aussi en lice :
- Thierry Mariani : « Il va falloir que j’envisage d’annoncer ma non candidature car cela va devenir rare »
- Jean-Luc Mélenchon : « Je ne veux pas récupérer le mouvement Nuit debout mais je serais très fier s’il me récupérait »
- Nicolas Sarkozy : « Il a du talent ; pour quelqu’un qui ne travaille pas, il a fait une belle carrière » (à propos de François Baroin)
- Jacques Attali : « Je voudrais réussir à ne pas être candidat »
- Jean-Christophe Cambadélis : « À droite, ce n’est plus une primaire, c'est une équipe de foot »
- Bruno Le Roux : « Le 49.3 est outil qui peut favoriser la discussion »
- Jean-Guy Talamoni : « La France est un pays ami de la Corse »
- François Rebsamen : « Ce qui est frustrant, c'est que j'allais y arriver »
- Ségolène Royal : « L'égalité homme-femme est une condition indispensable à la réussite de la lutte contre le dérèglement climatique »
- Michel Sapin : « Une croissance nulle conforte nos objectifs en matière de croissance »
- Nicolas Sarkozy : « J'ai confiance en Alain Juppé, je pense qu'il a confiance en moi »

### 2017
Remis le 29 novembre  :
- Grand prix à François Hollande pour quatre citations :

« Aujourd’hui, je suis à deux doigts d’être aimé ! »
« Toutes les décisions que je prends, je les prends seul avec moi-même, dans un dialogue singulier. »
« Heureusement que Le Canard enchaîné est un hebdomadaire et pas un quotidien sinon imaginez où on en serait avec Fillon. »
« Je salue Christiane Taubira… Sa voix peut porter, même quand elle ne dit rien. »
- Prix spécial du jury : « J’ai refusé d’être candidat car j’avais peur d’être au second tour » (Nicolas Hulot)
- Prix du jury : « Le seul défaut d’Emmanuel, c’est d’être plus jeune que moi » (Brigitte Macron)
- Prix de l'encouragement : « Hollande est satisfait de son bilan ; c’est pour cela qu’il le dépose » (Philippe Poutou)
- Prix du jeu de Miot : « C’était Toutânmacron ! » (Yannick Jadot)
- Prix des internautes :

« Je suis une tombe ; et quand on est une tombe on l’est à vie » (Jean-Yves Le Drian)
« La moitié de nos électeurs sont passés chez Macron et je crois que l’autre est déjà en marche » (Jean-Christophe Lagarde)
Étaient aussi en lice :
- Gérald Darmanin : « On ne fera pas toujours ce que dira le Medef ».
- Aurélie Filippetti : « Maintenant je vais recommencer à travailler ».
- Claude Gueant : « Avant de choisir qui il va soutenir, Borloo aime bien savoir qui sera le vainqueur ».
- Jean-Luc Mélenchon : « Le PS est le seul zoo de France où les animaux se gardent entre eux ».
- Yannick Jadot : « Là où on voit que Macron est intelligent, c’est qu’il a réussi à ne pas prendre Jean-Vincent Placé ! ».
- Arnaud Montebourg : « En fin de compte, Benoît Hamon aura fait le meilleur score de tous les écologistes à une présidentielle ».
- Benoît Hamon : « Je suis tellement hostile au cumul des mandats que je n’en ai plus aucun ».
- Richard Ferrand : « Fillon et Le Pen pourront bientôt faire du co-voiturage pour aller voir le juge d’instruction ».
- Jean-Luc Mélenchon : « Si je suis élu, le siècle va commencer en 2017 ».
- Valérie Pécresse : « Non François tu n’es pas seul, nous t’aimons et te protègerons ».
- François Fillon : « Juppé fera un très bon maire de Bordeaux ».
- Alain Juppé : « J’aime bien aller à la messe parce qu’au moins, pendant une heure, personne ne vous emmerde ».
- Emmanuel Macron : « Les deux grands partis, c’est l’amicale des boulistes. Mais sans l’amitié et sans les boules ».

### 2018-2019
Remis le 9 avril 2019 :
- Grand prix : « Non, seulement les emmerdes. » (Édouard Philippe en réponse à l’interpellation d’un journaliste « On dit que tout remonte à Matignon »)
- Prix spécial du jury : « Nous avons probablement été trop intelligents, trop subtils. » (Gilles Le Gendre)
- Prix du jury : « Si Wauquiez ne parvient pas à se montrer aussi intelligent qu’il l’est, il n’y arrivera pas » (Bruno Retailleau)
- Prix de l'encouragement : « On a eu un début d'année assez Rock'n'Roll ; moi j'ai eu une journée porte ouverte » (Benjamin Griveaux) et « Pour savoir où est Olivier Faure, suivez les sifflets » (Emmanuel Maurel)
- Prix du lapsus : « Monsieur le Président, mesdames et messieurs les retraités... » (Agnès Buzyn)
- Prix du Tweet : « Pour exclure il faut le quorum. Pour avoir le quorum il faut arrêter d'exclure » (Gilles Boyer)
- Prix des internautes : François Hollande pour ses « Hollanderies »
  - « Emmanuel Macron, j’aurais pu le battre mais je n’ai pas voulu »
  - « Il vaut mieux une cravate de travers et une pensée droite que le contraire »
  - « Vous dites, et vous n’avez pas tort, que les jeunes ne m’ont pas manifesté un soutien massif. Les autres non plus, d’ailleurs »
  - « Bien sûr ! Que croyez-vous que j’ai fait pendant cinq ans ? » (en réponse à la question « House of Cards, vous avez regardé ? »)
- Prix du jeu de Miot : « Nous avons un ministre de l'Intérieur qui est déjà à l'extérieur » (Éric Ciotti à propos de Gérard Collomb)
- Prix de l'amour en politique : « Tout en lui est fascinant, son parcours, son intelligence, sa vivacité et même sa puissance physique » (Christophe Castaner à propos d'Emmanuel Macron)

Étaient aussi en lice,, :
- Gérald Darmanin : « Wauquiez a fait allemand en première langue. Il est peut-être normalien mais il n'a rien de normal »
- Bruno Le Maire : « Nous sommes en train de recueillir toutes les demandes avec le ministre de l'intérieur Christophe Collomb »
- Pascal Pavageau : « La méthode Macron c'est un peu "je pense donc tu suis" »
- Bernard Kouchner : « Macron est une fierté pour le monde »
- Jean Louis Borloo : « Il fait attention de ne pas se trouver dans la situation culinaire désagréable où le gratin se sépare des nouilles »
- Gérard Collomb : « D’habitude les gens se battent pour être ministre et moi je me bats pour ne plus l’être »
- Pierre-Henri Dumont : « Pour bien accueillir il faut bien expulser »
- Ségolène Royal : « La France n'aurait pas subi ça si j'avais été aux responsabilités »
- Manuel Bompard (Tweet) : « Emmanuel Macron a épuisé son temps de parole médiatique jusqu’à la présidentielle de 2027 »

### 2020
En raison de la Pandémie de Covid-19 en France, le prix n'a pas été décerné en 2020.

### 2021
Remis le 7 décembre :
- Grand prix : « On ne va pas s’interdire les plans à trois. » (Marlène Schiappa)
- Prix du jury : « Je suis fort chez les gens qui sont à la limite du vote. » (Nicolas Dupont-Aignan)
- Prix de l'encouragement : « Ce qui se passe avec les votes extrêmes et l’abstention, c’est la traduction concrète des effets du réchauffement climatique. » (Audrey Pulvar)
- Prix Sigmund Freud : « La réforme des retraites on fera cela quand on tombera les masques. » (Emmanuel Macron)
- Prix de la récidive : « Michel Barnier a un côté prince charmant pour les maisons de retraite. » (François Hollande)
- Prix du jeu de Miot / Prix spécial du jury : « Quand la droite se durcit, elle se rétrécit. » (Jean-Pierre Raffarin)
- Prix de la révélation de l’année : « Je vis avec un homme déconstruit et je suis super heureuse. » (Sandrine Rousseau)
- Prix Marcel Duchamp : « Comme disait mon grand-père, mieux vaut avoir des gens dans sa tente et qui pissent dehors que l’inverse. » (Roselyne Bachelot)
- Prix des Internautes : « Moins nous alimentons les polémiques autoportées, mieux nous nous portons. » (Jean Castex) / « Xavier Bertrand voulait être hypersonique, il est subsonique ; il n’a pas passé le mur du son. » (Pierre Charon)

### 2022
Remis le 6 décembre : 
- Grand prix : « Les stations-services sont le seul endroit en France où celui qui tient le pistolet est aussi celui qui se fait braquer. » (Fabien Roussel)
- Prix du jury : « Ce n'est pas parce que tu achètes de la peinture, une toile et des pinceaux que tu deviens Picasso. Valérie Pécresse, elle a pris mes idées, mon programme et elle a fait 4,8 %. » (Nicolas Sarkozy)
- Prix spécial du jury : (à propos de Jean-Luc Mélenchon) : « Il faut une certaine audace pour que quelqu'un qui a été battu à une élection où il a été candidat puisse penser qu'il sera élu à une élection où il n'est pas candidat! » (Édouard Philippe)
- Prix spécial du jury ex æquo : « Elisabeth Borne est formidable mais personne ne le sait. » (Richard Ferrand)
- Prix de l'encouragement : « Mon anatomie fait que si j'ai le cul entre deux chaises, je suis parfaitement assis. » (Thierry Solère)
- Prix de la camaraderie : « S'imaginer qu'on va remplacer Jean-Luc Mélenchon comme ça, c'est une vue de l'esprit. C'est comme se poser la question de qui va remplacer Jaurès. » (Éric Coquerel)
- Prix de la récidive : « Je voudrais qu'il y ait une possibilité de délit de non-partage des tâches domestiques. », « Les SDF meurent plus de chaleur l'été que l'hiver. », « Il faut changer aussi de mentalité pour que manger une entrecôte cuite sur un barbecue ne soit plus un symbole de virilité. » (Sandrine Rousseau)
- Prix du jeu de Miot : « Il y a à Paris des rats que je préfère nommer surmulots. » (Douchka Markovic)
- Prix de la révélation de l'année : Rima Abdul-Malak, ministre de la Culture pour le clip avec Jack Lang, #mabonneraison, visant à faire revenir le public dans les salles de cinéma.
- Prix de la résilience : « Tous les matins je me lève en me disant que tout le monde m'aime. » (Anne Hidalgo)
- Prix des internautes : (s'adressant à Anne Hidalgo) : « Votre présence au Conseil de Paris est aussi anecdotique que votre score à la présidentielle. » (Rachida Dati)
- Prix de la persévérance : « Mon parti soutient Valérie Pécresse parce qu'elle s'est engagée à prolonger la ligne 12 du métro jusqu'au pont de Meudon. » (André Santini)

### 2023
Remis le 5 décembre :
- Grand prix : « Si vous pensez qu’il faut être un playboy en France pour être élu, j’ai quand même quelques contre-exemples ! » (Édouard Philippe)
- Prix de la récidive : « Il ne suffit pas de s’abonner à Pif pour connaître les intentions du gouvernement. Il faut aussi s’abonner à Playboy » (Fabien Roussel)
- Prix du jury : « Si j’ai envie de vendre des rillettes sur la place Rouge, je vendrai des rillettes sur la place Rouge. » (François Fillon)
- Prix du meilleur espoir : « Les macronistes ne comprennent pas qu’on puisse à la fois avoir un salaire de merde et des convictions. » (Laurent Berger)
- Prix de la persévérance : « Être mise en cause par Mediapart, c’est le meilleur moyen pour rester au gouvernement. » (Marlène Schiappa)
- Prix de l’autodérision : « Le gouvernement de Madame Borne est aussi expert en justice que moi je suis expert en régime amincissant » (Xavier Bertrand)
- Prix de la constance : « Que va faire Mbappé après 50 ans ? » et pour « La visibilité du clitoris est un combat féministe » (Sandrine Rousseau)
- Prix Hippocrate : « La Nupes est morte. Elle est en soins palliatifs depuis juin. Elle est au stade du prélèvement d'organes » (Claude Malhuret)
- Prix de l'encouragement : « Gérard Larcher, c'est notre Renaissance. La revanche des tripes sur le quinoa » (Nathalie Goulet)
- Prix de la révélation de l'année : à propos de Laurent Wauquiez, « On connaissait le Puy du Fou ; maintenant, on a le fou du Puy » (Éric Piolle)
- Prix du jeu de Miot et Prix des internautes : « Le roi Midas transformait tout ce qu’il touchait en or. Vous, Madame Hidalgo, vous êtes l’anti-Midas. Ce bijou qu’est notre capitale, vous le transformez en plomb » (David Alphand). « Je n’ai plus de voiture, donc je ne sais pas à quel Midas vous faites allusion » (Anne Hidalgo)

## Prix de l'humour politique européen (2010)
Décerné le 14 janvier 2011 par le site internet Génération 112.
Prix de l'humour politique européen 2010 : Angela Merkel – jeudi 16 septembre, sommet européen, alors que les tensions entre la Commission européenne et le gouvernement français à propos de la situation des Roms était à son paroxysme : « Le déjeuner s'est bien passé, pour ce qui est de la qualité des plats ».
Étaient aussi en lice :
- Jean-Claude Juncker, Président de l’Eurogroupe, le 29 novembre après le plan d’aide décidé pour l’Irlande : « Aller en Libye (pour participer au sommet UE-Afrique, ndlr) sera pour moi un moment de répit. Je n'ose imaginer que les débats que je peux avoir avec le colonel Kadhafi puissent revêtir le même degré de difficultés qu'avec les ministres européens. »
- Nigel Farage à Herman Van Rompuy, le 24 février au Parlement européen : « Je ne veux pas être impoli, mais vraiment, vous avez le charisme d'une lavette humide et l'apparence d'un petit employé de banque. »
- Nicolas Sarkozy, le 16 septembre 2010, interrogé lors de sa conférence de presse le jour de son clash avec Barroso : « S’il y a bien quelqu’un qui a gardé son calme, c’est bien moi. »
- Daniel Cohn-Bendit, le 9 février 2010, lors de l'investiture de la Commission européenne : « La somme des zéros fait des plus, c’est les nouvelles mathématiques de la Commission Barroso. »
- Daniel Cohn-Bendit, le 9 février 2010, à Martin Schulz : « Je ne sais pas pourquoi tu t’énerves, tu n’es pas encore Président du Parlement européen (…) Ta gueule ! »